# Sue the Night
Sue the Night ist eine niederländische Band aus Haarlem um die Singer-Songwriterin Suus de Groot (* 1983).
Die Band ist seit Mai 2009 aktiv und erreichte das Finale des Großen Preises der Niederlande 2011 und nahm 2012 an der Popronde teil. Die Single Top Of Mind wurde 2014 veröffentlicht. Im Januar 2015 wurde das erste Album Mosaic veröffentlicht und die Single The Whale war mehrere Wochen in der Tipparade. Im April 2017 erschien das zweite Album Wanderland.

## Diskografie
Alben

| Jahr | Titel      | Höchstplatzierung, Gesamtwochen, AuszeichnungChartsChartplatzierungen (Jahr, Titel, Platzierungen, Wochen, Auszeichnungen, Anmerkungen) | Anmerkungen |
| Jahr | Titel      | NL | Anmerkungen |
| ---- | ---------- | --- | ----------- |
| 2015 | Mosaic     | NL35 (1 Wo.)NL |             |
| 2017 | Wanderland | NL25 (2 Wo.)NL |             |

EPs
- Soft (2018)

Singles
- The Whale (2015)
- Top of Mind (2015)